# 11255 Фудзіієкіо
11255 Фудзіієкіо (11255 Fujiiekio) — астероїд головного поясу, відкритий 18 лютого 1977 року.
Тіссеранів параметр щодо Юпітера — 3,203.